# Capitonneren

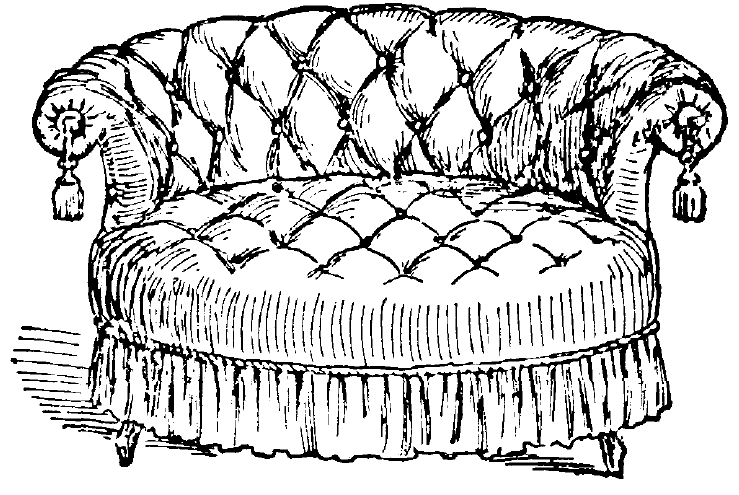
Een gecapitonneerde bankbekleding met knopen

Capitonneren is een techniek uit de naaikunst en leerbewerking, waarbij een stof of stuk leer als bekleding op een vaste ondergrond wordt genaaid of geknoopt op een zodanige manier dat tussen de stof en ondergrond een laag van kussentjes ontstaat die gevuld wordt met zacht materiaal als schuim, watten, kapok of gedroogd gras.
De techniek van het capitonneren wordt in diverse zaken toegepast, zoals:
- Stoel- en meubelbekledingen: zittingen, armleuningen, rugsteun.
- Muren en wanden: hier wordt het capitonneren toegepast als een geluidsisolatie- en geluidsabsorptiemethode: een gecapitonneerde muur absorbeert goed geluid, en vanuit een gecapitonneerde kamer ontsnapt dus ook minder geluid naar buiten. Verder bijkomend effect is dat doordat de muur niet meer vlak is de reflectie van geluid minder wordt. Ook op de warmte-isolatie heeft capitonneren effect.
- Kleding: gecapitonneerde kleding isoleert warmte beter door de gelaagdheid die ontstaat, waarin lucht wordt vastgehouden.
- Boeken: het voor- en achterplat wordt tussen de harde kaft en een gladde omslag opgevuld met een laagje schuimrubber.

Capitonneren kan geschieden door de stof met naden op de ondergrond te bevestigen, of door op gelijkelijke afstanden knopen aan te brengen die de stof naar de ondergrond toe trekken.